# Move Over, Darling
Move Over, Darling is een film uit 1963 onder regie van Michael Gordon.
De film is een remake van My Favorite Wife uit 1940.
Het lied Move over darling (dus zonder komma), gezongen door Doris Day, is het bekendste lied uit de soundtrack van de film. Het werd in 1983 wederom een hit in de uitvoering van Tracey Ullman.

## Verhaal
Ellen Wagstaff Arden (Doris Day), een moeder van twee jonge meiden genaamd Jenny en Didi, is omgekomen op zee bij een vliegtuigongeluk. Haar man, Nick Arden (James Garner) was een van de overlevenden.
Na een zoektocht van vijf jaar naar haar besluit Nick verder te gaan met zijn leven. Na Ellen door een rechter wettelijk dood te hebben laten verklaren, trouwt hij op diezelfde dag met Bianca (Polly Bergen). Ellen leeft echter; ze werd namelijk gered, en komt terug op die bepaalde dag. Zodra ze thuis komt bij het huis waar ze woonde, is ze verheugd om van haar schoonmoeder Grace (Thelma Ritter) te horen dat haar ('ex'-)echtgenoot nog niet aan zijn huwelijksreis is begonnen. Ellen gaat naar het hotel waar Nick samen met zijn nieuwe vrouw ook heengaat, wat niet geheel toevallig ook hetzelfde hotel is waar Ellen en Nick jaren geleden ook hun huwelijksnacht hebben doorgebracht.
Wanneer Nick met Ellen wordt geconfronteerd, beseft hij dat hij 2 vrouwen heeft, nl. Ellen, zijn oorspronkelijke vrouw, en Bianca met wie hij die dag wettelijk getrouwd is. Hij verneemt dat Ellen was aangespoeld op een eiland samen met een andere man, de knappe atletische Stephen Burkett (Chuck Connors), ze noemden elkaar 'Adam' en 'Eva'.
Nicks moeder heeft hem aangeklaagd voor bigamie, en alle partijen verschijnen voor dezelfde rechter die eerder Nick en Bianca heeft getrouwd. Zowel Bianca als Ellen verzoeken de rechter alles ongedaan te maken, de rechter die het ook niet meer allemaal weet, stuurt iedereen weg.

## Rolverdeling
| Acteur        | Personage                     |
| ------------- | ----------------------------- |
| Doris Day     | Ellen Wagstaff Arden          |
| James Garner  | Nicholas 'Nick'/'Nicky' Arden |
| Polly Bergen  | Bianca Steele Arden           |
| Thelma Ritter | Grace Arden                   |
| Fred Clark    | Meneer Codd                   |
| Don Knotts    | Schoenenverkoper              |